# Remember Their Innocence
Remember Their Innocence ist ein Jazzalbum von Onaje Allan Gumbs. Die Aufnahme erschien am 12. April 2005 auf dem musikereigenen Label Ejano Music.

## Hintergrund
Das Album besteht aus 14 Originalkompositionen des Pianisten, die eine breite Palette von Musikstilen abdecken, schrieb Ken Dryden. Zu seiner Kernband gehören der Saxophonist Roger Byam, der Bassist Kenny Davis und der Schlagzeuger Billy Kilson. Zu dem von ihnen gespielten Material des Albums gehören Titel im Post-Bop-Idiom, wie „Healing Zone“, das treibende „Innerchange“ und der Jazzwalzer „Crystal Images“, mit Marcus McLaurine am Bass und George Gray am Schlagzeug, zusätzlich mit dem Trompeter Eddie Allen. Hinzu kommen Titel von Gumbs mit Bezügen zur brasilianischen Musik, darunter die Samba-Nummer „Virgo Rising“ und der Bossa Nova „Sol Brilho“, eingespielt mit dem Gitarristen Romero Lubambo, dem Altsaxophonisten Sadao Watanabe und dem Perkussionisten Café.

## Titelliste

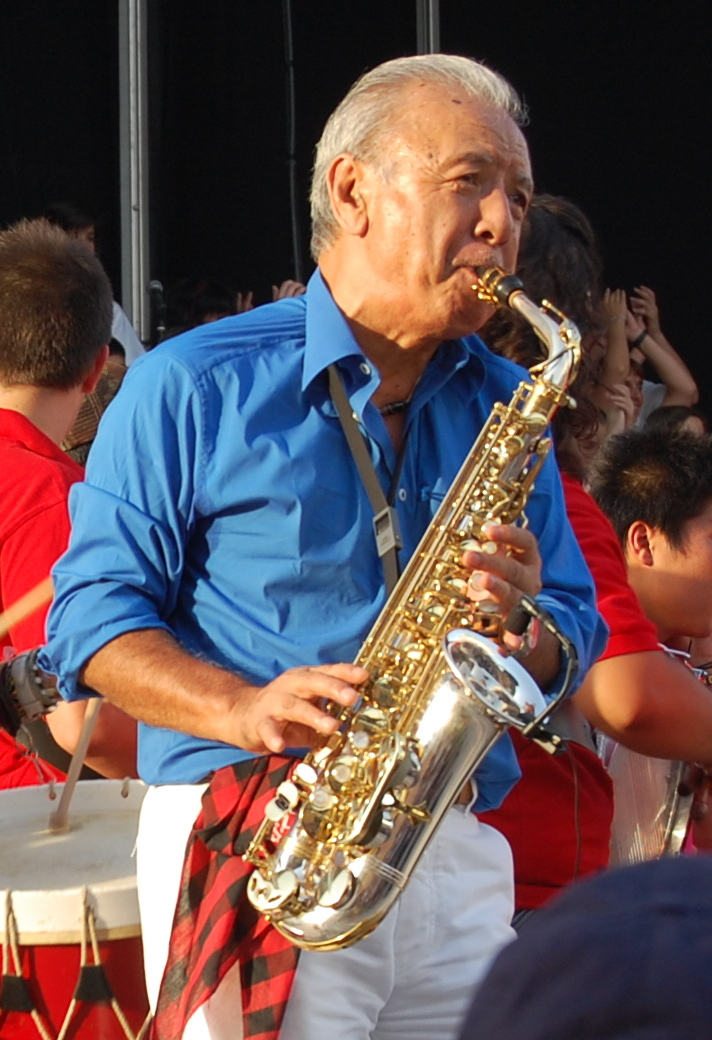
Sadao Watanabe (2008), Gastsolist in „Sol Brilho“

- Onaje Allan Gumbs: Remember Their Innocence (Ejano 711-1)[2]

1. Prologue 1:31
2. Healing Zone 5:42
3. Remember Their Innocence 6:42
4. Sol Brilho (Sunshine Of Dreams) 5:12
5. Innerchange 4:56
6. Maybe Next Year 4:20
7. All I Hear (Quiet Passion) 6:16
8. Virgo Rising 5:00
9. Crystal Images 6:53
10. You Just Don't Know 5:08
11. Playtime 4:16
12. Shadowlight 5:25
13. Your Love 5:52
14. Epilogue 1:43

## Rezeption
Ken Dryden verlieh dem Album in Allmusic vier Sterne und meinte, der vielleicht auffälligste Track ist Gumbs’ einziges Klavier-Solo der Sessions, das abenteuerliche „Playtime“. Da Gumbs sich an Crossover-Darbietungen wagt, merkt der Autor an, seien die Dinge weniger konsistent. Während „Maybe Next Year“ eine angenehme Ballade mit der Sängerin Branice McKenzie sei, wirke die nachdenkliche Poesie von Sharrif Simmons in „All I Hear (Quiet Passion)“, obschon von einem sanften Jazz-Groove unterstützt, schnell ermüdend. Gumbs füge zudem mehreren Tracks einen überflüssigen Synthesizer hinzu, obgleich die meisten Stücke ohne ihn besser geklungen hätten. Trotz dieser kleinen Vorbehalte müsse die Musikalität, die bei der Aufnahme dieser CD zum Tragen kam, gewürdigt werden, und Fans von Gumbs’ früherer Arbeit als Leader sollten diese Veröffentlichung ohne zu zögern aufgreifen.
Steve Futterman kam in seiner Rezension für JazzTimes zu einem zwiespältigen Ergebnis, dass leider die Hälfte der Ziele, die man bei Hören der Platte ansteuere, „nicht einen Besuch wert“ seien. Onaje Allan Gumbs sei zwar ein hochkarätiger Pianist, der auf einer Handvoll von Kleingruppentiteln des Albums, die sein robustes Improvisieren neben einer harten Rhythmusgruppe hervorheben, sein Können als Mainstream-Modernist unter Beweis stelle – ebenso wie so herzhafte Solisten wie der Saxophonist Roger Byam und der Trompeter Eddie Allen. Doch die Intensität dieser Tracks nehme ab, wenn sie mit Light Jazz, Liedchen, wässriger Bossa Nova und Streifzügen mit gesprochenem Wort durchsetzt sind. Es sei eine Schande, dass Gumbs, dessen letztes Album Return to Form seine unverminderten Stärken als Modal-Bop-Solist unter Beweis gestellt hatten, zu lange in seiner Karriere unter einer Identitätskrise gelitten habe, resümiert Futterman.